# Poynette (Wisconsin)
Poynette es una villa ubicada en el condado de Columbia en el estado estadounidense de Wisconsin. En el Censo de 2010 tenía una población de 2.528 habitantes y una densidad poblacional de 378,91 personas por km².

## Geografía
Poynette se encuentra ubicada en las coordenadas 43°23′32″N 89°24′17″O / 43.39222, -89.40472. Según la Oficina del Censo de los Estados Unidos, Poynette tiene una superficie total de 6.67 km², de la cual 6.61 km² corresponden a tierra firme y (0.97%) 0.06 km² es agua.

## Demografía
Según el censo de 2010, había 2.528 personas residiendo en Poynette. La densidad de población era de 378,91 hab./km². De los 2.528 habitantes, Poynette estaba compuesto por el 96.56% blancos, el 0.95% eran afroamericanos, el 0.79% eran amerindios, el 0.32% eran asiáticos, el 0.04% eran isleños del Pacífico, el 0.12% eran de otras razas y el 1.23% pertenecían a dos o más razas. Del total de la población el 1.58% eran hispanos o latinos de cualquier raza.